# Daniel Vasella
Daniel Lucius Vasella (né le 15 août 1953 à Fribourg) est un docteur en médecine, auteur et cadre exécutif, qui a officié comme PDG et président de l'entreprise suisse Novartis, cinquième plus grande entreprise pharmaceutique au monde. Vasella est connu pour son engagement humanitaire et philanthropique, ainsi que pour ses qualités de dirigeant et ses contributions à l'industrie pharmaceutique. 
Daniel Vasella est un membre honoraire de l'Académie américaine des arts et des sciences. En 2004, le magazine Time l'a nommé dans sa liste des 100 personnes les plus influentes du monde et il a été choisi par les lecteurs du Financial Times comme le dirigeant d'entreprise européen le plus influent de ces 25 dernières années,. 

## Enfance et éducation
Daniel Vasella est né à Fribourg, en Suisse, en 1953. Son père était professeur d'histoire à l'université locale et sa mère était femme au foyer. C'est durant son enfance, marquées par plusieurs tragédies, que naquit son désir de devenir médecin,. À l'âge de huit ans, il contracte la tuberculose et une méningite qui le contraignent à passer presque un an à l'hôpital. L'année de ses 13 ans, son père décède de complications chirurgicales. 
Daniel Vasella obtient son doctorat en 1980 à l'Université de Berne, en Suisse. Il fait son internat à l'Hôpital universitaire de Berne et à l'hôpital municipal de Zürich, avant de retourner à Berne comme chef de clinique,. En 1988, il change de plan de carrière et part travailler aux États-Unis comme représentant commercial pharmaceutique et en étude de marché. En 1989, il suit le Programme de perfectionnement des cadres supérieurs dispensé par la Harvard Business School,. Daniel Vasella reçoit en 2002 un doctorat honoris causa en médecine de l'université de Bâle,.	

## Carrière
Daniel Vasella a occupé un certain nombre de postes médicaux en Suisse avant d'être embauché en 1988 par la corporation pharmaceutique Sandoz, ancienne filiale américaine de l'entreprise pharmaceutique suisse Sandoz. Il resta à ce poste jusqu'en 1992, lorsqu'il fut promu PDG de la maison mère Sandoz et nommé membre du Comité Exécutif du Groupe,. 
Daniel Vasella a participé à l'orchestration de la fusion en 1996 de Sandoz et de Ciba-Geigy, une autre entreprise pharmaceutique suisse. Les deux entreprises s'associent pour former Novartis. Daniel Vasella est nommé PDG de la nouvelle entité et membre du conseil d'administration. En 1999, il est nommé président du conseil d'administration.
En janvier 2010, Daniel Vasella décide de se retirer de ses fonctions de PDG. Il est remplacé par Joseph Jimenez, successeur choisi avec soin, jusqu'alors responsable de la division des médicaments de Novartis. En janvier 2013, Novartis annonce que Daniel Vasella se retirera de son poste de président du conseil d'administration en février 2013. Sa prime de départ de 60 millions d'euros, que le conseil d'administration du groupe Novartis avait prévu dans un accord secret en sa faveur , a soulevé un tollé en Suisse qui lui a fait renoncer à cette prime, et a aussi provoqué un fort succès de l'Initiative populaire « contre les rémunérations abusives », dite "initiative Minder", du nom de son instigateur, l'homme d'affaires et politique Thomas Minder, approuvée à 67,9% par les votants au référendum du dimanche 3 mars 2013.
Daniel Vasella a été nommé président honoraire en attendant que Jörg Reinhard prenne sa succession en août 2013.
Daniel Vasella est membre du conseil d'administration de PepsiCo et d'American Express. Il est aussi membre du conseil consultatif international du Centre Peres pour la Paix en Israël, du conseil consultatif international des chefs d'entreprise auprès du maire de Shanghai et membre du conseil de la Fondation Carnegie pour la paix internationale. À partir de mai 2013, Daniel Vasella travaille avec la société mondiale de conseil en gestion McKinsey & Company en tant que coach pour PDG et en tant que coach privé et conseiller pour les cadres exécutifs.
Il a été membre du comité directeur du groupe Bilderberg.

## Travaux d'écriture
Daniel Vasella a coécrit avec Robert Slater Magic Cancer Bullet: How a Tiny Orange Pill May Rewrite Medical History (La tueuse magique du cancer : comment une minuscule pilule orange pourrait réécrire l'histoire de la médecine), publié en 2003, un livre traitant de la découverte et du développement du Glivec, médicament révolutionnaire contre le cancer.

## Vie privée
Daniel Vasella a rencontré Anne-Laurence Moret, nièce de Marc Moret, ancien directeur financier, PDG et président de Sandoz. Ils se sont mariés en 1978. Vasella et sa femme ont trois enfants. Son grand frère Andrea Vasella était professeur à l'École polytechnique fédérale de Zurich.

## Récompenses et reconnaissance
Daniel Vasella a reçu de nombreuses récompenses pour ses efforts humanitaires, son travail de philanthropie d'entreprise et ses qualités de dirigeant dans l'industrie pharmaceutique. Parmi celles-ci, on peut citer :
- 2003 : Harvard Alumnus Award[17]
- 2003 : Dirigeant d'entreprise européen le plus influent de ces 25 dernières années choisi par les lecteurs du Financial Times[2]
- 2004 : Time magazine:  L'une des 100 personnalités les plus influentes du monde[4]
- 2004 : Prix de l'Institut de recherche sur le cancer Oliver R. Grace (pour ses services distingués dans la recherche avancée sur le cancer)
- 2007 : Prix Karl Winnacker de l'Université de Marbourg[18]
- 2008 : Élu à l'Académie américaine des arts et des sciences
- 2010 : Prix GILD pour le Leadership : Prix Warren Bennis Award pour l'excellence en leadership